# Huragan Iris
Huragan Iris – cyklon tropikalny, dziewiąty sztorm z własną nazwą, piąty huragan i trzeci duży huragan na Atlantyku w 2001.
Huragan Iris uformował się 4 października 2001, niedaleko wybrzeża wyspy Barbados. Następnego dnia wiatr dotarł do wybrzeża Portoryko, spadając do rangi sztormu tropikalnego. Cyklon przemieścił się na zachód, uderzając 6 października w wybrzeże wyspy Jamajka. Wówczas wiatr w porywach osiągnął 210 km/h, czyli powstał huragan kategorii IV w skali Saffira-Simpsona. Następnie wiatr wzmógł się do 230 km/h, uderzając 9 października w ląd kontynentalny Mezoameryki w Belize, po czym, jak zwykle nad lądem, drastycznie osłabł, ostatecznie rozpraszając się kompletnie.
Łączna liczba zabitych nigdy nie została ustalona: potwierdzono 49 ofiar śmiertelnych, w tym 3 na Dominikanie, 5 w Gwatemali, oraz 22 w Belize (wcześniejsze reporty donoszące o 30 ofiarach zdementował rząd Belize). Pozostałe ofiary pochodziły z innych regionów.
Straty materialne tylko w Belize wyniosły około 67 milionów dolarów, natomiast łączne koszty oszacowano na 150 milionów dolarów.

## Historia sztormu
Zalążek huraganu rozwinął się już pod koniec września 2001, kiedy to zauważono wzrost fal zachodniego Atlantyku. 4 października wiatr mierzony w Barbados osiągnął prędkość 157 km/h, czyli status huraganu, który prąc na zachód dotarł następnego dnia do Jamajki i uderzył w Portoryko. Tego samego dnia sztorm otrzymał nazwę Huragan Iris.
6 października wiatr w porywach znacząco się wzmógł, jednakże większa część huraganu ominęła terytorium Jamajki, dzięki czemu zniszczenia tamże były nieznaczne.
Około 7 października siła wiatru ponownie gwałtownie wzrosła ze 137 do 230 km/h podczas zaledwie 18 godzin. 9 października oko huraganu wkroczyło na brzeg w Belize. Po 18 godzinach huragan Iris rozproszył się nad górzystym terenem.

## Skutki
W wyniku przejścia huraganu zginęło co najmniej 49 osób. Najwięcej ofiar zanotowano w Belize, gdzie lokalne władze podały informację o śmierci 22 osób. Wskutek przejścia huraganu zginęło 17 obywateli Stanów Zjednoczonych, a 3 osoby zostały ranne. Amerykanie ci nie zostali wliczeni w oficjalną listę ofiar przez Belize.
W samym tylko Belize około 10 000 osób straciło dach nad głową. Zniszczeniu uległo 26 z 52 szkół wiejskich kraju, a także znaczna część infrastruktury drogowej i energetycznej.